# Anenaan
Anenaan (weitere Bezeichnung: Eninōn, Eninun) ist ein kleines Motu des Likiep-Atolls der pazifischen Inselrepublik Marshallinseln.

## Geographie
Anenaan liegt zusammen mit den kleineren Motu Aubanuku und Kidenkan im nördlichen Riffsaum des Likiep-Atolls, zwischen Anejaej im Osten und der Westspitze bei Malle. Die Insel ist unbewohnt.